# جاك إيفانز (لاعب كرة قدم أمريكية)
جاك إيفانز (بالإنجليزية: Jack Evans)‏ هو لاعب كرة قدم أمريكية أمريكي، ولد في 17 أبريل 1906 في كولورادو سبرينغس في الولايات المتحدة، وتوفي في 11 مارس 1980 في سانتا آنا في الولايات المتحدة.

## وصلات خارجية
- جاك إيفانز على موقع مرجع كرة القدم المحترفة.كوم (الإنجليزية)